# 鮑里斯·沃隆佐夫-韋利亞米諾夫
鮑里斯·亞歷山德羅維奇·沃隆佐夫-韦利亚米诺夫（俄语：Борис Александрович Воронцов-Вельяминов，羅馬化：Boris Aleksandrovich Vorontsov-Velyaminov，1904年2月14日—1994年1月27日），蘇聯籍俄羅斯天文物理學家，他的名字有時候紀錄為Vorontsov-Vel'yaminov。

## 研究成果
沃隆佐夫-韦利亚米诺夫與羅伯特·尤利烏斯·特朗普勒各自獨立發現了宇宙塵消光現象。他還編製了交互作用星系的圖集，即今日的沃隆佐夫－維利亞米諾夫交互作用星系目錄，之後再編製了數量更多，且包含各種型態的星系形态目录（Morphological Catalogue of Galaxies，MCG）。沃隆佐夫-韦利亚米诺夫還對行星狀星雲進行研究和分類。並且他是俄羅斯中學高中標準天文學標準教科書作者。

## 外部連結
- The Catalogue of Interacting Galaxies by Vorontsov-Velyaminov （页面存档备份，存于）
- WorldCat 聯合目錄中鮑里斯·沃隆佐夫-韋利亞米諾夫的著作或與之相關的著作